# اسما کانن
اسما کانن (انگلیسی: Esma Cannon; ۲۷ دسامبر ۱۹۰۵ – ۱۸ اکتبر ۱۹۷۲) هنرپیشه اهل استرالیا بود.
از فیلم‌ها یا برنامه‌های تلویزیونی که وی در آن نقش داشته‌است می‌توان به یک داستان کنتربری، بانوی خوشگذران، و آقای پیت جوان اشاره کرد.